# Miktoniscus chavesi
Miktoniscus chavesi är en kräftdjursart som först beskrevs av Dollfus1889.  Miktoniscus chavesi ingår i släktet Miktoniscus och familjen Trichoniscidae. Inga underarter finns listade i Catalogue of Life.